# Batman : La Mystérieuse Batwoman
Pour les articles homonymes, voir Batman (homonymie).
Pour plus de détails, voir Fiche technique et Distribution.
Batman : La Mystérieuse Batwoman (Batman: Mystery Of The Batwoman) est un film d'animation américain réalisé de Curt Geda sorti en 2003 directement en DVD. Il est basé sur la série télévisée Batman.

## Synopsis
Batman doit composer avec plusieurs de ses anciens ennemis. Cependant, une nouvelle présence nocturne vient brouiller les pistes. Batwoman, émule féminine de Batman vient compliquer le travail du Chevalier noir de Gotham City.

## Fiche technique
- Titre original : Batman: Mystery of the Batwoman
- Titre français :  Batman : La Mystérieuse Batwoman
- Réalisation : Curt Geda
- Scénario : Michael Reaves, basé sur une histoire de Alan Burnett, d'après les personnages de DC Comics créés par Bob Kane
- Musique : Lolita Ritmanis
- Production : Alan Burnett, Margaret M. Dean et Curt Geda ; Benjamin Melniker, Michael Uslan et Sander Schwartz (exécutifs)
- Société de production : Warner Bros.
- Société de distribution : Warner Bros.
- Pays d'origine :  États-Unis
- Langue : anglais
- Format : Couleurs 1,85:1 - Dolby Digital
- Durée : 74 minutes
- Dates de sortie : 
  - États-Unis / France : 21 octobre 2003

## Distribution
- Kevin Conroy (VF : Bruno Carna) : Bruce Wayne / Batman
- Efrem Zimbalist Jr. (VF : Jacques Ciron) : Alfred Pennyworth
- David Ogden Stiers (VF : Philippe Peythieu) : Oswald Cobblepot / le Pingouin
- Hector Elizondo (VF : Olivier Cordina) : Bane
- Kyra Sedgwick (VF : Véronique Desmadryl) : Batwoman
- Eli Marienthal (VF : Taric Mehani) : Tim Drake / Robin
- Kelly Ripa (VF : Cathy Diraison) : Dr Roxanne « Rocky » Ballantine
- Kimberly Brooks (VF : Agnès Manoury) : Kathleen « Kathy » Duquesne
- Elisa Gabrielli (en) (VF : Delphine Benko) : Inspecteur Sonia Alcana
- John Vernon (VF : Philippe Dumond) : Rupert Thorne
- Kevin Michael Richardson (VF : Saïd Amadis) : Carlton Duquesne
- Bob Hastings (VF : Jean-Claude Sachot) : James Gordon
- Robert Costanzo (VF : Gilbert Levy) : Harvey Bullock
- Tara Strong (VF : Bérangère Jean) : Barbara Gordon

Source et légende : Version française (VF) sur AlloDoublage